# بيبي أرياس
بيبي أرياس (بالإسبانية: Pepe Arias)‏ هو ممثل أرجنتيني، ولد في 16 يناير 1900 في بوينس آيرس في الأرجنتين، وتوفي بنفس المكان في 23 فبراير 1967 بسبب نوبة قلبية.

## وصلات خارجية
- بيبي أرياس على موقع IMDb (الإنجليزية)